# Banda Labruzzo-Cassarà
La Banda Labruzzo-Cassarà fu una banda dedita al brigantaggio attiva nella seconda metà degli anni 1940 in Sicilia a Partinico e dintorni.
Secondo i rapporti dell'Ispettorato Generale della P.S. in Sicilia e del C.F.R.B., avrebbe agito sotto la protezione e la guida di Salvatore Giuliano, a differenza della Banda dei Niscemesi (o banda Avila-Rizzo), altra formazione banditesca legata al separatismo siciliano.
Tuttavia, dalle date delle loro prime azioni sembrerebbe che anche la banda Labruzzo prese parte alle vicende separatiste al fianco della banda Giuliano, malgrado i suoi componenti non figurino ufficialmente nella "lista dei 40" al processo per i fatti dell'E.V.I.S. del 1947.
Questo almeno secondo le fonti dell’Arma, che purtroppo in quel periodo storico erano spesso molto carenti e tendenziose. Non possiamo pertanto affermare con certezza con quanta autonomia operasse questa banda rispetto alle direttive di Giuliano, ma si può supporre che andasse scemando negli anni, fino a raggiungere un punto di rottura nell'ottobre del '49.
Stupisce la scarsità di fonti letterarie su questa banda, al di là di qualche sporadico accenno come nell'opera del maresciallo G. Lo Bianco, Il carabiniere e il bandito.
Difficile ricostruire le vicende di questa banda, poiché solamente nel 1948-1950 i rapporti delle forze dell'ordine cominciano a menzionarli; dalle confessioni dei banditi (non pervenute che per brevissimi resoconti) si evince che la maggior parte dei reati compiuti nella zona di Partinico (e non solo) tra il 1946 e il 1950 sarebbero stati erroneamente attribuiti a Giuliano, mentre di fatto erano stati compiuti da loro.
I membri della banda De Lisi e Guarino, a Partinico il 29 novembre 1947 uccisero il Tenente Colonnello dell'Arma dei Carabinieri Luigi Geronazzo.
Un altro esempio eclatante di delitto compiuto dalla banda è l'uccisione del capomafia di Partinico Santo Fleres, avvenuta in pieno centro città il 17 luglio del 1948: era cosa molto atipica quella di assassinare un capomafia per dei banditi, i quali fino a quel momento avevano diviso i proventi delle loro rapine e dei loro delitti con essi.
Altro esempio eclatante è l'assalto al treno (littorina) Palermo-Trapani all’uscita della galleria Partinico-Trappeto. I banditi costrinsero il treno a fermarsi con un mucchio di sassi posto all’uscita della galleria (la motrice avrebbe impattato contro i sassi danneggiandosi), poi fecero scendere i passeggeri, li fecero sdraiare a terra e li derubarono. A un giornalista italiano e un ufficiale inglese avrebbero persino rilasciato una rapida intervista prima di dileguarsi col bottino.

## Componenti
Il loro capo era Giuseppe Labruzzo (a volte “Labbruzzo”), che al momento della sua cattura venne sostituito dal suo gregario Salvatore Lombardo (sebbene quest’ultimo venga anche descritto come capobanda a sé stante).
La banda era composta da ben 48 elementi e fu responsabile di una lunghissima serie di reati violenti, tra i quali omicidi, rapine, rapimenti, assalti alle forze dell'ordine, a treni.
Nomi di alcuni dei banditi, quasi tutti di Partinico:
- Giacomo Briguglia
- Antonino De Lisi
- Tommaso Cassarà
- Giuseppe Foco
- Giovannino Ferrara (quest'ultimo autore di una spettacolare fuga dalla finestra di una caserma della P.S.)